# Chéroy
Chéroy é uma comuna francesa na região administrativa de Borgonha-Franco-Condado, no departamento de Yonne. Estende-se por uma área de 10,52 km². Em 2010 a comuna tinha 1 681 habitantes (densidade: 159,8 hab./km²).